# Amadina
Amadina är ett fågelsläkte i familjen astrilder inom ordningen tättingar. Släktet omfattar endast två arter som förekommer i Afrika söder om Sahara:
- Rödhuvad amadin (A. erythrocephala)
- Blodstrupsamadin (A. fasciata)

Fåglarna i släktet står inte nära amadinerna i Erythrura och Chloebia.